# إلى جيليان في عيد ميلادها السابع والثلاثين (مسرحية)
إلى جيليان في عيد ميلادها السابع والثلاثين هي مسرحية أمريكية لمايكل برادي في سنة 1984. طورت من خلال القسم الأدبي في إنسمبل ستوديوز وام سكوير انترتينمنت وانتقلت إلى سيركل إن ذا سكوير. ونشرت المسرحية شركة مسرحية برودواي.

## القصة
إلى جيليان في عيد ميلادها السابع والثلاثين هي مسرحية في عملين. الوقت هو الحاضر. المكان هو السطح الخلفي والشاطئ لمنزل جزيرة ديفيد. يتتبع الحدث نهاية الأسبوع الأخير من شهر آب.

### الشخصيات
- ديفيد -73 سنة، أستاذ جامعي متقاعد مؤقتاً.
- راشيل - 16 سنة، ابنة ديفيد.
- سيندي - 16 سنة، صديقة راشيل.
- بول - 38 سنة، صهر داود، متزوج من إستير.
- إستير - 39 سنة، زوجة أخ ديفيد، أخصائية نفسية، متزوجة من بول.
- كيفن - 28 سنة، أنثى، صديقة بول وإستير، مطلقة مؤخرا.
- جيليان - 35 سنة، زوجة ديفيد السابقة التي توفيت في حادث إبحار قبل سنتين من أحداث المسرحية، أم راشيل.

### الحبكة
يحب ديفيد زوجته جيليان. ولن لسوء الحظ، ماتت منذ سنة ين. يتسنة ل ديفيد مع حزنه بمواصلة علاقته الرومانسية مع جيليان أثناء المشي مع «روحها» على الشاطئ ليلاً. بينما يعيش ديفيد في الماضي، تظهر مشاكل عائلية أخرى في الحاضر في العالم الحقيقي. حيث تأتي إستير وبول في زيارة لمحاولة مساعدة راشيل. لقد فقدت والدتها وتحتاج إلى عودة والدها إلى العالم الحقيقي ومساعدتها.

## الاقتباسات
في سنة ١٩٩٦، أنتج فيلم مستند على المسرحية من قبل شركة سوني بيكتشرز أنيميشن، وقام ببطولته بيتر غالاغر وكلير دانس وكاثي بيكر وويندي كروسون.

## الجوائز
حصل على جائزة أوبنهايمر لأفضل مسرحية سنة ١٩٨٣.

## روابط خارجية
- To Gillian on Her 37th Birthday  في قاعدة بيانات الأفلام على الإنترنت (بالإنجليزية)